# Tristram Powell
Pour les articles homonymes, voir Powell.
Tristram Roger Dymoke Powell  né à Oxford le 25 avril 1940 et mort le 1er mars 2024,, est un réalisateur, producteur et scénariste britannique.

## Filmographie

### Comme réalisateur

#### Cinéma
- 1988 : Number 27
- 1991 : American Friends (en)

#### Téléfilm
- 1981 : No Country for Old Men
- 1993 : Selected Exits
- 2001 : Anybody's Nightmare
- 2003 : Meurtre au champagne
- 2005 : Falling
- 2006 : The Commander: Blacklight

#### Série télévisée
- 1967 : New Release (1 épisode)
- 1967 : The Impresarios (2 épisodes)
- 1978 : The Lively Arts (1 épisode)
- 1984 : American Playhouse (1 épisode)
- 1985 : Arena (1 épisode)
- 1986 : Omnibus (1 épisode)
- 1988 : Talking Heads (1 épisode)
- 1992 : The Old Devils (3 épisodes)
- 1987-1993 : Screen Two (5 épisodes)
- 1995 : Tears Before Bedtime (4 épisodes)
- 1997 : Drovers' Gold
- 1998 : Talking Heads 2 (1 épisode)
- 1997-1999 : Kavanagh (3 épisodes)
- 2000 : Without Motive (3 épisodes)
- 2000 : Telling Tales
- 2005-2006 : Judge John Deed (2 épisodes)
- 2005-2008 : Scotland Yard, crimes sur la Tamise (3 épisodes)
- 2007-2008 : Foyle's War (3 épisodes)
- 2009 : Londres, police judiciaire (1 épisode)

### Comme producteur
- 1974-1975 : 2nd House, série télévisée (2 épisodes)
- 1976-1977 : The Lively Arts, série télévisée (2 épisodes)
- 1977 : Ghost Trio, court métrage de Donald McWhinnie
- 1977 : ...but the clouds..., court métrage de Donald McWhinnie
- 1981 : Omnibus, série télévisée (1 épisode)
- 1981 : No Country for Old Men, téléfilm
- 1987 : Biography, série télévisée (1 épisode)

### Comme scénariste
- 1978 : The Lively Arts, série télévisée (1 épisode)
- 1981 : Omnibus, série télévisée (1 épisode)
- 1984 : American Playhouse, série télévisée (1 épisode)
- 1991 : American Friends (en)
- 2001 : Judge John Deed, série télévisée (2 épisodes)

## Distinctions

### Récompenses
- Writers' Guild of Great Britain 1991 : Meilleur scénario pour American Friends (en) (partagé avec Michael Palin)

### Nominations
- British Academy Television Awards 1988 : Meilleur téléfilm dramatique pour Screen Two (partagé avec Innes Lloyd)
- CableACE Awards 1988 : ACE du documentaire spécial pour Biography
- Festival international du film de Chicago 1991 : Gold Hugo du meilleur film pour American Friends (en)